# Triolena paleolata
Triolena paleolata là một loài thực vật có hoa trong họ Mua. Loài này được Donn. Sm. miêu tả khoa học đầu tiên năm 1888.